# CARNIVAL (椿屋四重奏のアルバム)
『CARNIVAL』（カーニバル）は、日本のロックバンド、椿屋四重奏の4thアルバム。2009年8月19日発売。発売元はワーナーミュージックジャパン。
前作から1年半ぶりのリリース。本作の発売前にはシングルが1枚もリリースされていない（ただし、配信限定シングルが2曲収録）。初回盤と通常盤の2形態で発売。初回盤は中田裕二のソロプロジェクト「SONG COMPOSITE」のライブ映像とツアードキュメントを収録したDVD付き。4人編成でリリースした最後のアルバムとなった。

## 収録曲
全作詞・作曲・編曲:中田裕二
1. 別世界 (6:09)
2. 太陽の焼け跡 (3:51)
3. CRAZY ABOUT YOU (4:32)
4. スピード (4:13)
5. 空に踊れば (3:46)
6. シアトリカル (4:16)
7. LOVE CREATURES (3:48)
8. フィナーレ (4:13)
9. 僕にとっての君 (5:11)
10. シンデレラ (4:45)
配信限定シングル。
11. SAD GIRL SO BAD (3:43)
12. アンブレラ (4:48)
配信限定シングル。映画『死にぞこないの青』主題歌。
13. 夜の行方 (5:45)

## 初回特典DVD
- SONG COMPOSITE 2009.04.28 Live at Shibuya DUO -Music Exchange-
  - リバースのカード
  - 紫陽花
  - 接吻（ORIGINAL LOVEのカヴァー）
- TOUR DOCUMENTARY